# Parque de Los Campos Elíseos de Lérida
El parque de los Campos Elíseos (en catalán Parc dels Camps Elisis) de Lérida (España), es un parque al estilo francés situado en el barrio de Cappont.

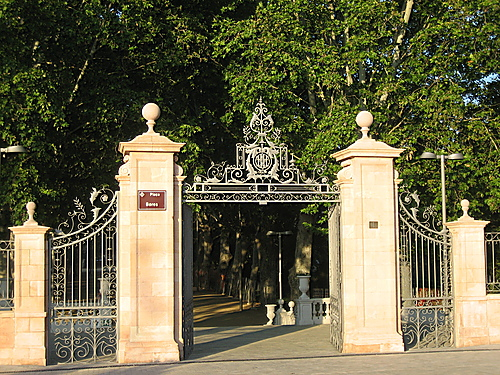
Entrada al parque.

## Historia
El parque de los Campos Elíseos se inauguró en 1864.

### Entradas al parque
La primera puerta eran dos pilastras de tres metros de altura cada una, coronadas por una cesta de frutas y flores. Eran de piedra. Hechas el 1825 en tiempos del gobernador Andriani, habían constituido tiempos atrás la entrada de la placeta de Fernando. En el 1864, desaparecida esta placeta, el Ayuntamiento las devuelve a la vida instalándolas como puerta de entrada a los Campos Elíseos. Estuvieron muchos años, más de cuarenta. Muy deterioradas con el paso del tiempo, la riada del año 1907 acabó con ellas.
La que se construyó después, era de inspiración modernista. La formaban dos columnas construidas con un aglomerado de baldosas de colores vivos y tonos metálicos, de gran belleza. La diseñó en 1908 el arquitecto municipal Francesc de Paula Morera i Gatell, y duró hasta el año 1938.
La tercera puerta, la única que se conserva hoy en día, con una gran puerta principal, bordeada por dos pequeñas puertas laterales, una en cada lado, es obra del arquitecto Lluís Domènech. Es de inspiración neoclásica con dos columnas de piedra unidas por un gran tragaluz de hierro forjado presidido por el escudo de Lérida. Se construyó con motivo de la primera gran exposición agrícola y ganadera de 1946, fecha en que también se cerró este recinto. El conjunto de la entrada principal se caracteriza por la monumentalidad que supone la amplia escalinata, las balaustradas y las rampas laterales. En uno de los laterales de la escalinata se puede ver el hito que indica hasta donde llegaron las aguas en la riada de 1907.

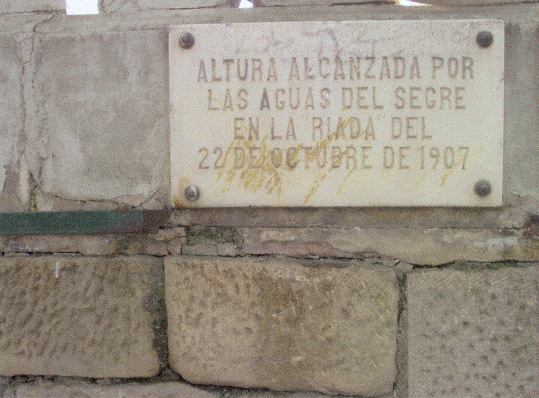
Placa conmemorativa de la riada de 1907

### Riadas
Aparte de la riada del 1907, hubo otra en el 1982, el parque se inundó, debido a crecidas del río Segre que llegó a salirse de su lecho y provocó la inundación de los terrenos colindantes, entre ellos el parque.

### Reformas

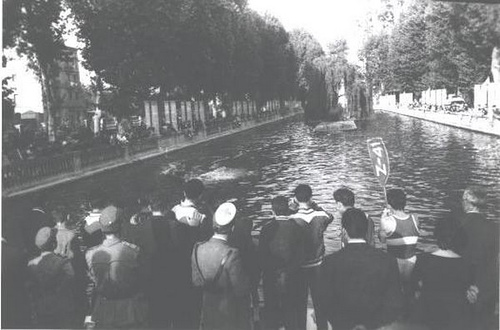
Antiguo lago de los Campos Elíseos

El parque ha sido remodelado varias veces, eliminando alguna fuente y un estanque pequeño en el parterre del Alcalde Fuster.
En el año 1939, en el parque de Ana María había una fuente de un niño, y donde ahora está la fuente del león, también había una figura de un niño.
Durante el año 2007 se llevó a cabo una renovación y ampliación del parque. Se eliminó un tramo de la calle Tarradellas que fue integrada en el parque, haciéndolo llegar hasta el Parque de la Canalización del Segre.

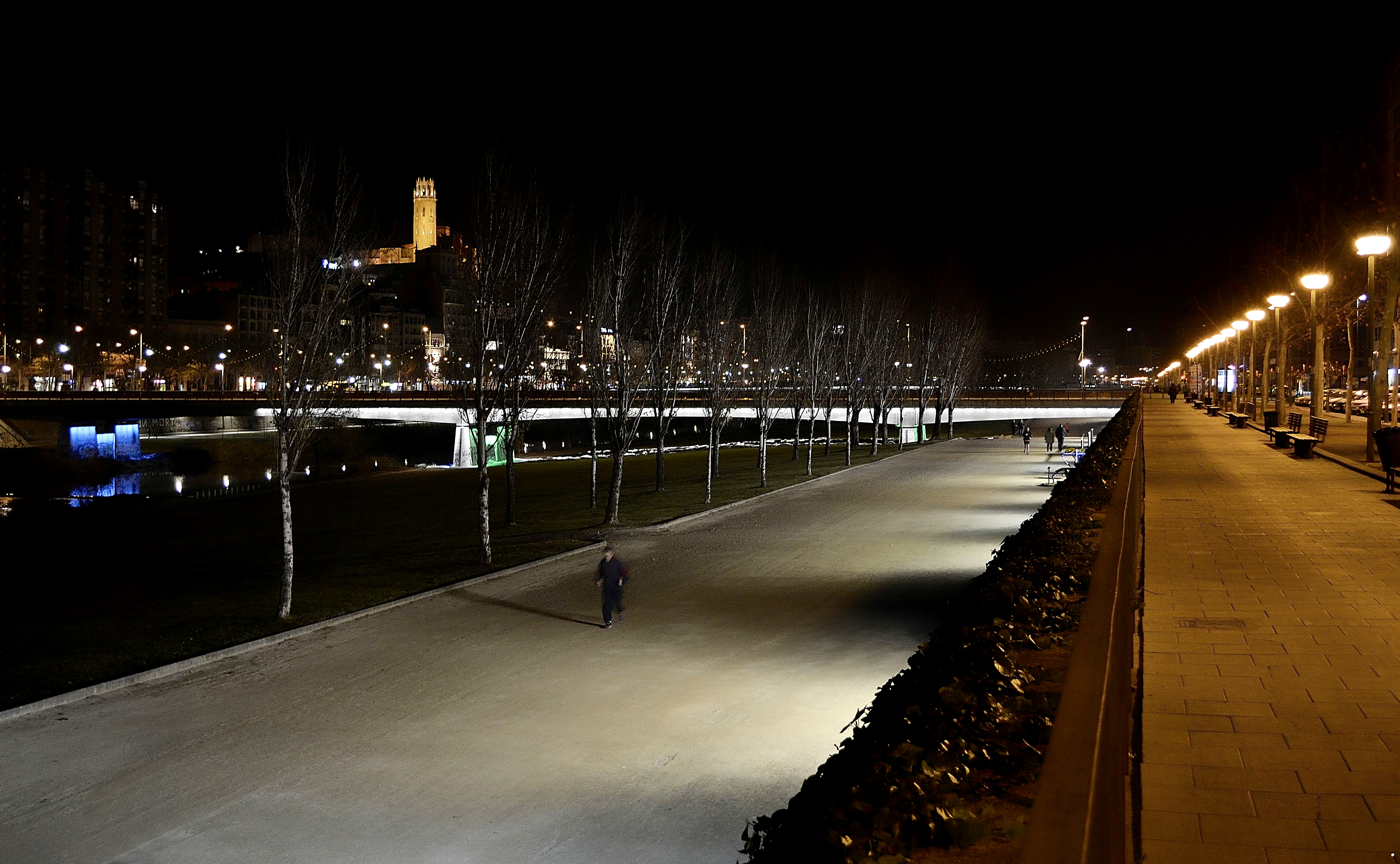
Canalización del río Segre.

### Estanque de los Campos Elíseos
Desde la inauguración de los Campos Elíseos en el año 1864 hasta el 1964, había un lago donde actualmente está el Palacio de Cristal, usado para oficinas y convenciones de la Feria de Lérida. Tras la finalización de La Lonja de Lérida las oficinas que estaban en este palacio han sido trasladas a la Llotja, y el edificio ha dejado de ser útil, por lo que el ayuntamiento de Lérida duda entre mantener el palacio o derrumbarlo para volver a construir el lago, ya que este da mala imagen al parque con los cristales continuamente rotos o sucios. A los leridanos les gustaría volver a tener este emblemático lago.

## Ferias y fiestas
Todos los años, en este parque, se celebran muchas de las fiestas de Lérida, que son:
- Las Fiestas de Mayo: en el parque se concentran los conciertos de los grupos más populares i las atracciones de los feriantes.
- Aplec del Cargol: se celebra 15 días después de las Fiestas de Mayo durante 3 días. Los peñistas se reúnen en casetas disfrutando de la cocina del caracol en todas sus variedades.
- La Feria de San Miguel: es la mayor feria estatal de maquinaria agrícola.
- La Feria de Abril: la organiza la Casa de Andalucía de Lérida, en esta feria la gente va vestida de sevillanos, también se puede pasear en carruaje de caballo y hay varios puestos de comida y bebidas con espectáculos de baile y canto.

En invierno:
- Cucalocum: se organizan actividades para niños en el interior del pabellón 3 durante las vacaciones de Navidad. Recientemente la oferta de ocio ha sido mejorada con el "Cucasport".

## Instalaciones del parque
El parque cuenta con:

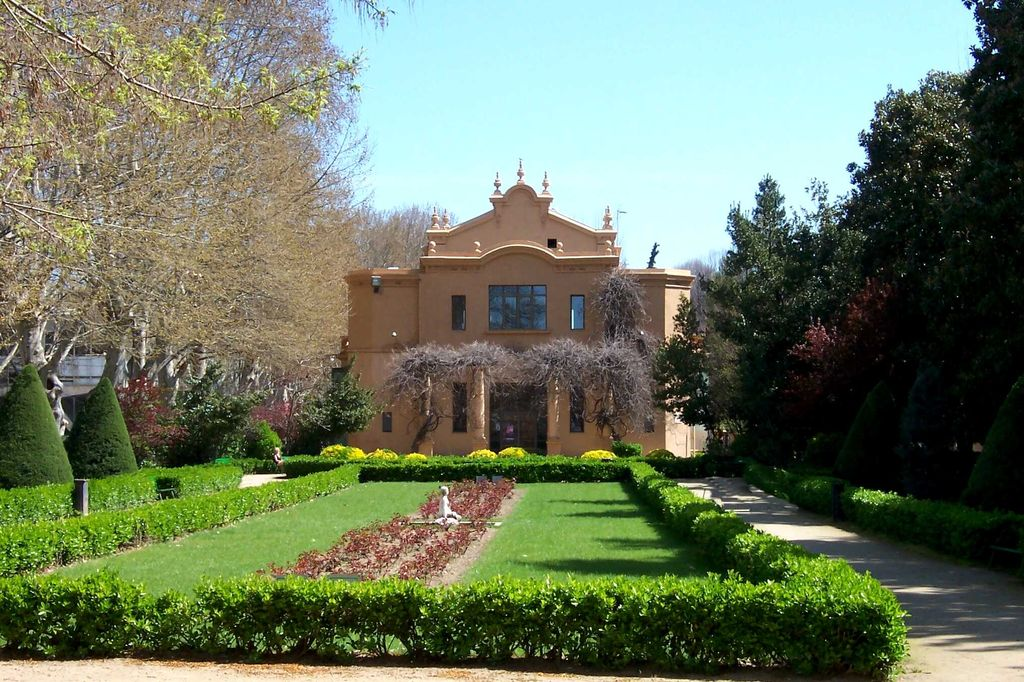
Parterre de la fuente de la sirena

- Dos parques infantiles que se llaman Parc de l'Anna Mari (en castellano, Parque de Ana Mari) y el otro Parc de Somriures (en castellano, Parque de las Sonrisas).
- Baños.
- Un bar que se llama River y por la noche es una discoteca.
- Fuentes.
- La fuente de la sirena.
- Varias fuentes con estatuas.
- Estatuas grandes y otras pequeñas con formas de animales.
- Vegetación.
- Paseo central del Parque de los Campos Elíseos de Lleida.

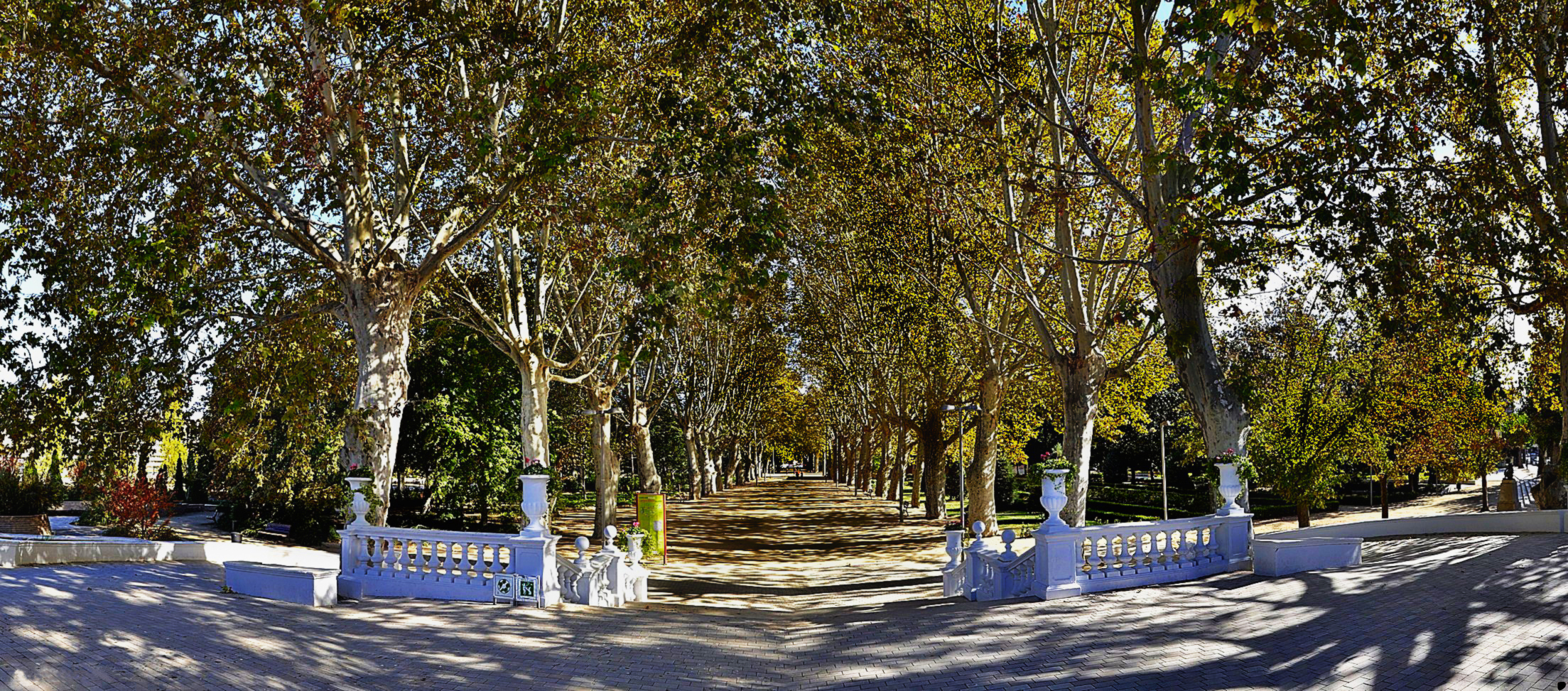
Paseo central del Parque de los Campos Elíseos de Lleida.

Se pueden encontrar varios parterres.
- Parterre de San Jorge, con dos fuentes y bastantes árboles.
- Parterre de la Fuente de la Sirena, con tres fuentes, la fuente del león, la fuente de la sirena y la fuente de las ranas. En la parte de la fuente de la sirena hay bancos para sentarse.
- Parterre del Trabajo, donde hay una estatua de un hombre alrededor de muchos caminos y bancos. También hay estatuas de animales: un oso, una tortuga y un gato y un busto de Pablo Iglesias.
- Parterre del Alcalde Fuster. En éste se encuentra la fuente de la mujer, hay juegos musicales y cerca está la Glorieta de los Campos Elíseos, la fuente de la foca, el parque de Ana Mari y el Palacio de Cristal.

## Galería fotográfica

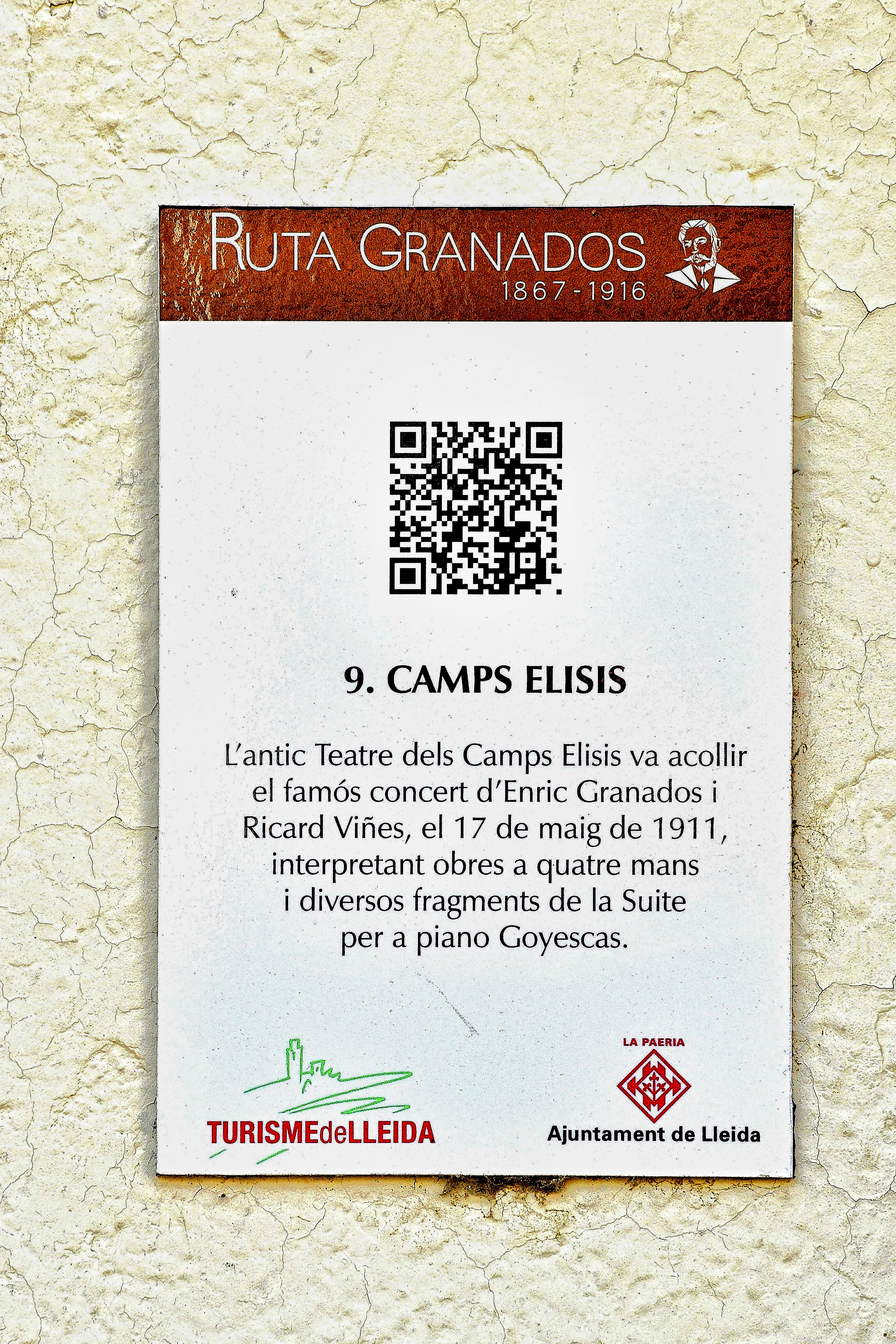
QR Teatro Municipal en los Campos Eliseos (Lleida)